# Monastère d'Oelinghausen

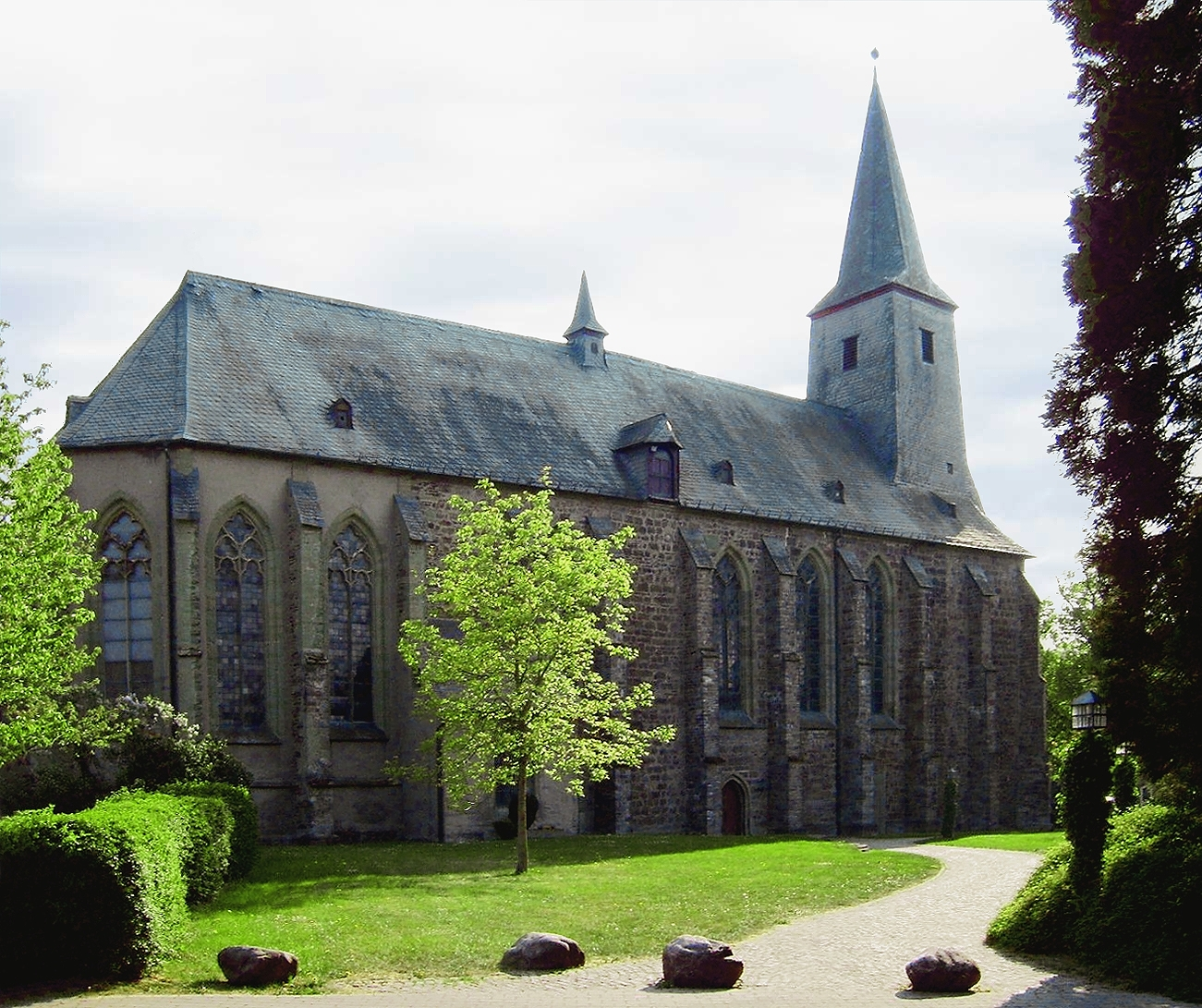
Ancienne église du monastère.

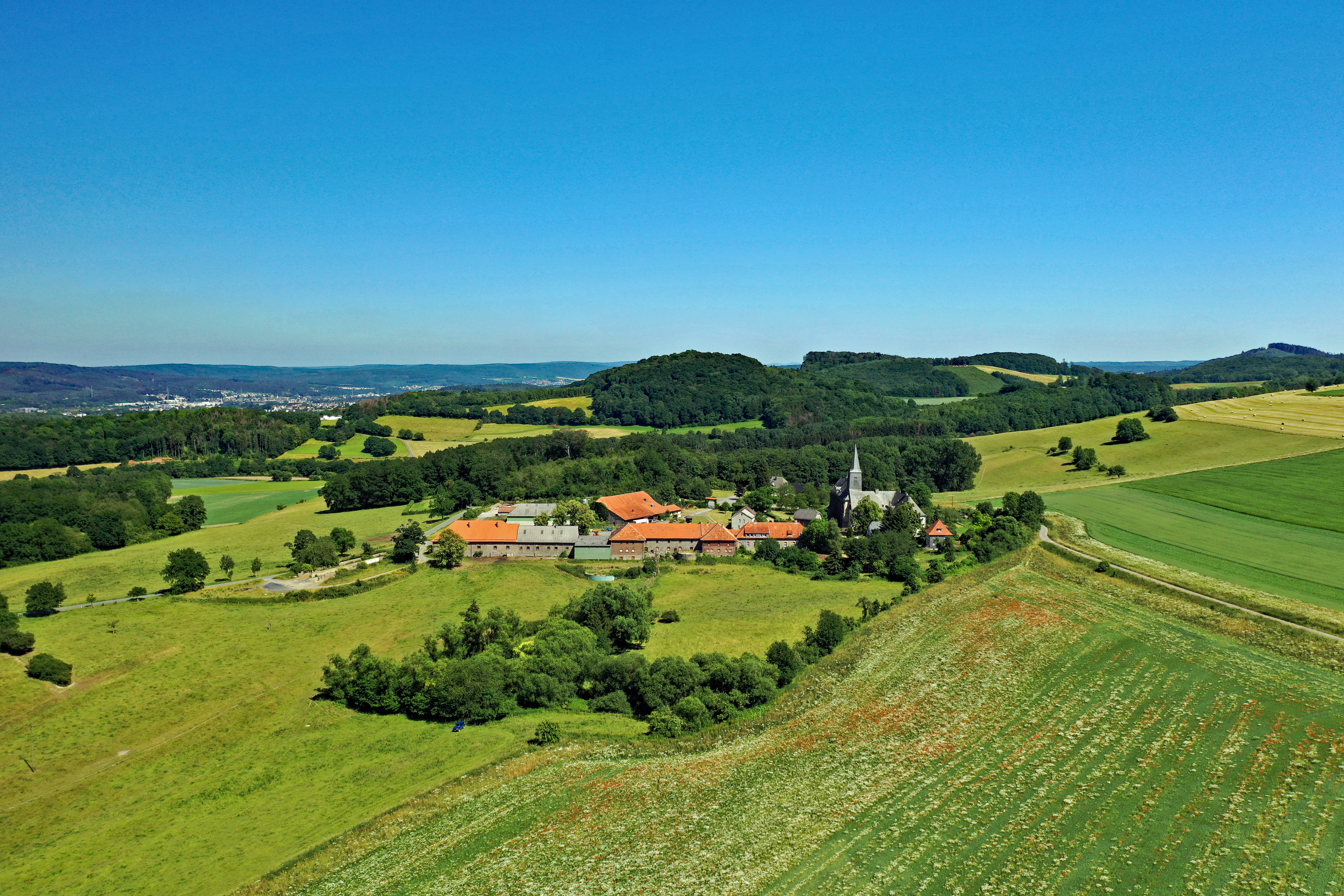
Vue aérienne

Le monastère d'Oelinghausen, situé en Allemagne à Arnsberg, dans le faubourg d'Holzen, est un monastère catholique fondé vers 1174 en tant que monastère double avant de devenir un véritable monastère prémontré. Au XVIIe siècle, le monastère fut converti en béguinage avant de revenir après quelques décennies à l'ordre des Prémontrés. Le monastère a été dispersé en 1804 dans le cadre de la sécularisation. Longtemps réservé aux femmes de la haute noblesse, il fut, à la fin du Moyen Âge, le plus riche couvent du duché de Westphalie.
Depuis 1992, ses Sœurs de Sainte Marie-Madeleine Postel sont logées dans les bâtiments conventuels, et un musée du cloître a été aménagé. L'abbaye et les terrains attenant se trouvent au cœur d'un massif agricole et forestier bien à l'écart des villages les plus proches, Herdringen et Holzen : la Zone Naturelle Protégée d'Œlinghausen.
L'abbatiale, vouée à Saint Pierre et Sainte-Marie, est aujourd'hui une église. De style principalement gothique, sa construction remonte au XIVe siècle. Les décors intérieurs ont été entièrement remaniés au XVIIIe siècle dans le style baroque. Parmi les principaux ornements, il faut citer la « Vierge de Cologne » (Kölsche Madonna), sculpture en bois doré qui remonte aux premières décennies du XIIIe siècle, ainsi que les grandes orgues, datant du XVIe siècle.

## Développement historique

### Origines

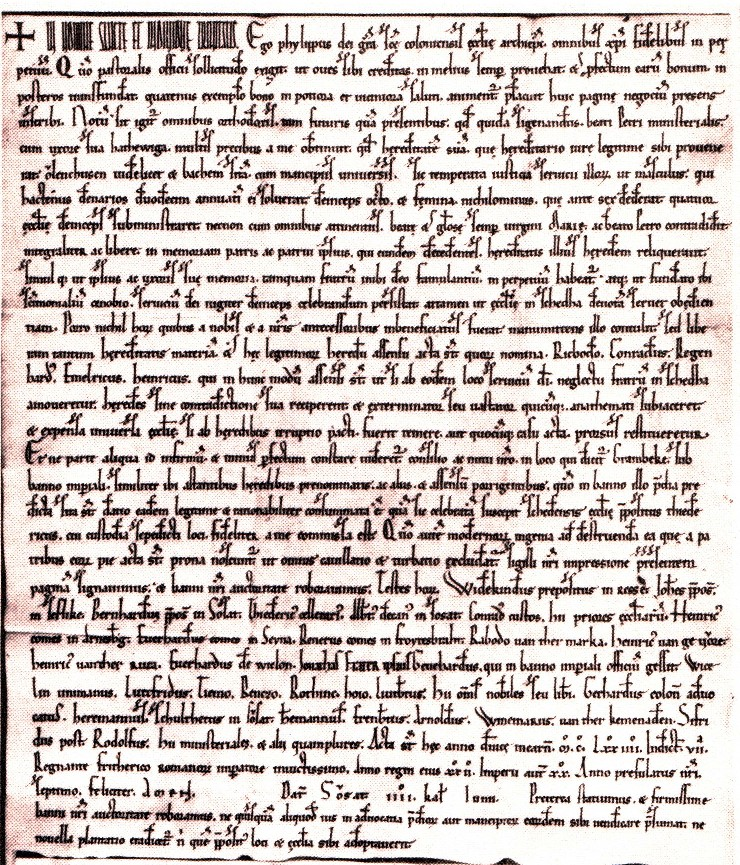
Acte de fondation de 1174, signé par l'archevêque de Trèves Philippe de Heinsberg.

D'après une tradition toujours vivace, l'abbaye aurait été fondée en 1174 après donation de terres par Siegenand von Basthusen, à un ministériel au service de l'archevêque de Cologne, et sa femme Hathewigis. Les bénéficiaires firent alors don de terrains aux congrégations d'Oelinghausen et Bachum. Quelques années plus tard, le donateur, revenant sur ses intentions, transmit le bailliage de l'abbaye à un certain comte Reiner von Freusburg. À sa mort, le donateur fut inhumé dans l'abbatiale.
Mais cette version historique de la fondation a été très tôt mise en doute par l’archiviste et historien Manfred Wolf (de) : selon lui, les biens légués par Siegenand von Basthusen étaient trop modestes pour permettre la fondation d'une confrérie monastique ; aussi la véritable fondation était-elle certainement antérieure, entre 1152 et 1174. Wolf voit l'origine du monastère dans la cession de la terre d'Œlinghausen par les comtes de Northeim (de) à Henri le Lion, terre que ce dernier octroya à l'abbaye de Scheda (de). Scheda aurait alors créé une antenne à Œlinghausen, et il n'y aurait donc eu dans un premier temps que des moines à Oelinghausen, les nonnes ne rejoignant le sanctuaire qu'ensuite.
Cette version contredit donc le fait qu'Œlinghausen aurait d'abord été un couvent avant de devenir une abbaye mixte, c'est-à-dire une abbaye où moines et moniales occupaient sur le même site, mais dans des bâtiments distincts ; cette dernière version est celle de l'historienne Edeltraud Klueting, qui observe que l'abbaye de Scheda avait autorité spirituelle sur la région de Wickede. Les sources laissent supposer que la mixité n'est intervenus qu'après une phase de consolidation. Ce type d'organisation n'avait rien d'inhabituel dans les débuts de l'ordre des Prémontrés, et ce n'est qu'en 1188 que le chapitre général de l'Ordre décida de séparer moines et moniales ; mais on ignore à quelle date l'abbaye a cessé d'être un monastère double : sans doute pas avant le début du XIIIe siècle, puisqu'elle apparaît comme abbaye double non seulement en 1194, mais encore en 1238 avec la mention fratrum et sororum,.
Œlinghausen n'était pas une institution indépendante : à ses débuts, elle relevait de l'autorité de l'abbé de Scheda, puis à partir de 1228, de l'abbaye de Wedinghausen (de) à Arnsberg. Contrairement à l'abbaye de Rumbeck (de), elle conservait le droit d'élire son prêvot,. Klueting estime que le changement est survenu au moment du changement de tutelle, mais qu'il n'a été que progressif et s'est étalé jusque dans les années 1240.

### Rayonnement et prospérité
L'abbaye était subventionnée par l'archevêque de Cologne. L'évêque Philippe Ier de Heinsberg la consacra en 1174, l'exonéra de la subordination à la  paroisse de Hüsten (de) (1179) et lui octroya la perception de la dîme. Adolphe Ier l'affranchit vers 1194 de la juridiction de l'archidiacre. Il lui fit donation d'un massif forestier et fixa par décret ses droits et statuts. Brun IV (de) l'affranchit en 1208 des prévôtés locales. Engelbert II de Berg consacra la statue de la Vierge en majesté dite « Vierge de Cologne. » Il démarcha en outre le pape Honorius III pour faire reconnaître sa consécration en 1225, c'est-à-dire se faire le protecteur du « prieur et couvent d’Œlinghausen, des terres et des hommes qui s'y consacrent au service divin, avec tous leurs biens et l'église Saint Pierre-et-Paul. » Il confirma toutes les libertés accordées auparavant par l'archevêque de Cologne.
À l'instar de l'archevêque, plusieurs nobles et ministériels, dont Simon Ier de Tecklembourg (de) en 1184, firent des donations. Suivirent, au début du XIIIe siècle, Adolphe Ier de Dassel (de) et Hermann II de Ravensberg (de).

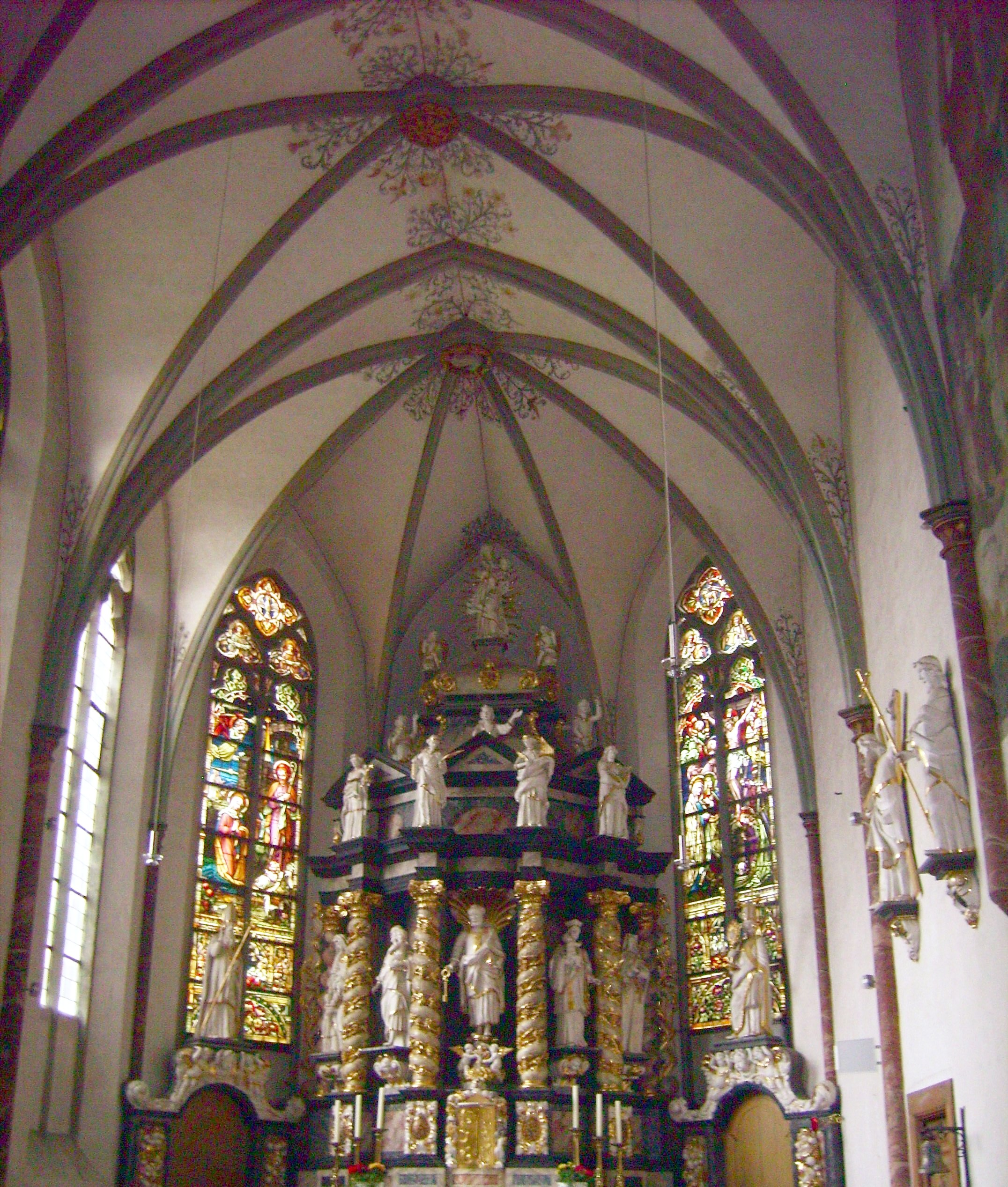
Intérieur de l'abbatiale, avec le maître-autel baroque de Wilhelm Spliethoven (1712).

Les comtes d'Arnsberg (de) demeurèrent, tout le temps que subsista leur dynastie, au premier rang des bienfaiteurs. Le premier de ces seigneurs, Godefroi II (de), règne à partir de 1204. Il apaisa les différends entre l'abbaye et les princes de Herdringen. Les donations des nobles firent à leur tour des émules : Conradus von Allagen légua en 1194 ses terres d'Allagen pour le salut de son âme. Lambert, prévôt de Paderborn, légua entre 1207 et 1212 ses terres de Neheim. Malgré le renoncement à leur autorité de prévôts, les comtes d'Arnsberg continuaient d'exercer une grande influence sur la vie du couvent : c'est ainsi qu'ils écartèrent la nomination d'un prévôt qui leur était hostile.
Le premier prévôt connu, Radolf, parvint en 1232 à percevoir les droits d'Altenrüthen, ce qui entraîna une querelle durable avec l'Abbaye de Grafschaft ; il faudra attendre le XVe siècle pour que Grafschaft obtienne gain de cause. C'est encore le prévôt Radolf qui obtint du comte Godefroi II d'Arnsberg le rattachement de la chapelle de Hachen au couvent d'Œlinghausen.
Au XIVe siècle, le couvent conclut plusieurs conventions avec d'autres confréries du diocèse : celles de Varlar (de), de Siegburg, Saint-Alban de Trèves et d’Altenberg. Il se constitua enfin à Oelinghausen, et cela au plus tard vers le milieu XIVe siècle, une confrérie qui admettait dans ses effectifs non seulement les moines mais aussi  leurs bienfaiteurs : parmi ceux-ci, des membres de la famille des comtes d'Arnsberg, des membres de la chevalerie mais aussi de simples artisans maçons. Pour ces aristocrates et généreux donateurs, l'appartenance à cette confrérie était plutôt nominative : ils ne se mêlaient qu'à peine des activités religieuses de leur confrérie. Cette confrérie Saint-Jean l’Évangéliste possédait son propre autel dans l'abbatiale, elle disposait d'un hôtel particulier et jouait un rôle important dans les finances de l’hôpital. Elle cessa ses activités au cours du XVIIe siècle.
Outre les chants religieux, le couvent s'occupait d'un asile de pauvres et d'un hôpital, qui prirent leur autonomie au cours du XIIIe siècle,. L’hôpital était encore debout au début du XVe siècle.

### Crise auXVesiècle

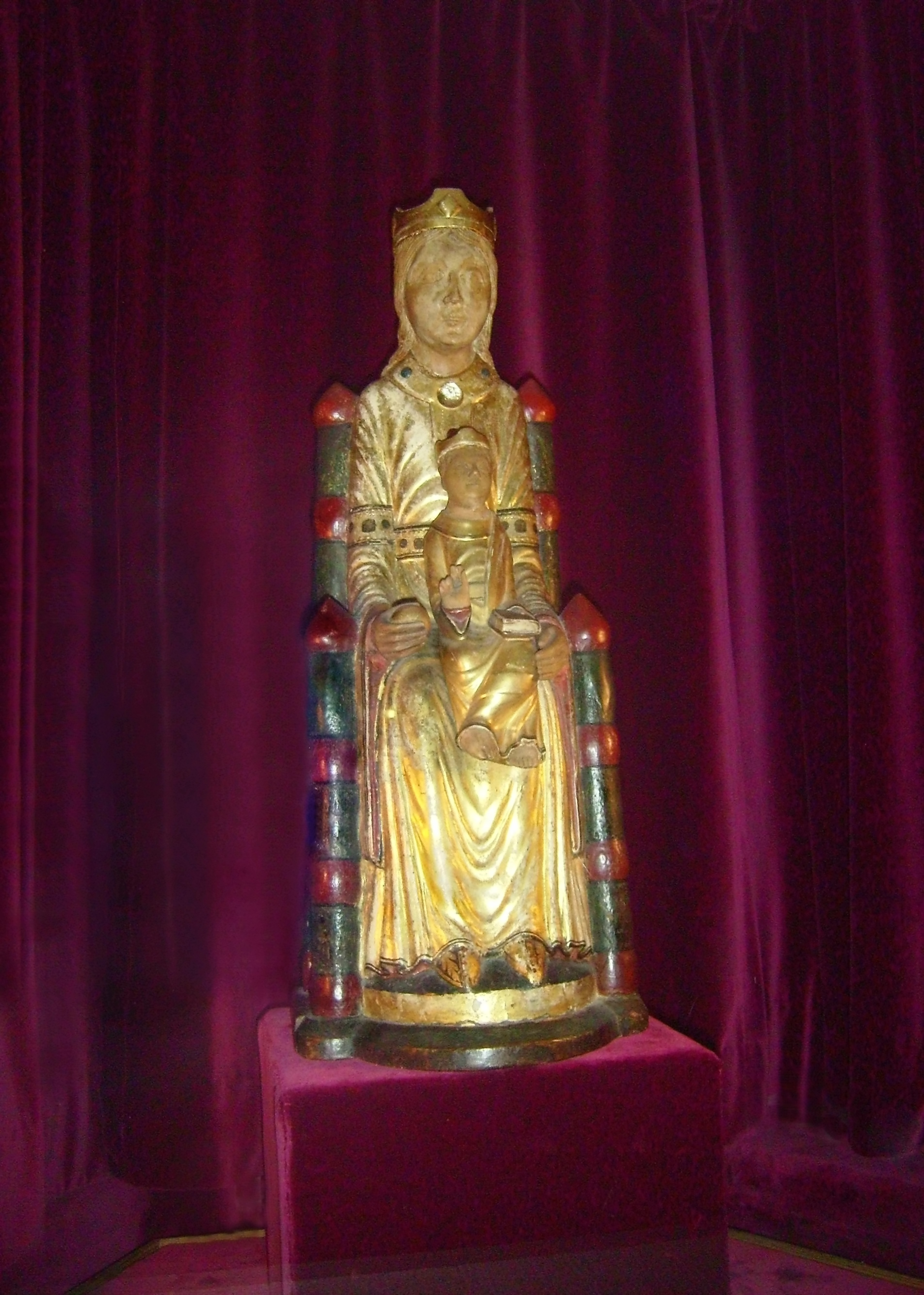
La Vierge de Cologne, sculptée en bois de tilleul (hauteur 57 cm, XIIIe siècle).

Encore en 1391 l'archevêque de Cologne se félicitait que les messes y soient célébrées avec davantage de régularité qu'ailleurs ; mais déjà les difficultés matérielles se multipliaient. L'archevêque accorda à Oelinghausen le droit de domestiquer des molosses, tout en se plaignant qu'un nombre croissant de paysans affranchis gagne la ville. Cet exode de main-d’œuvre affecta considérablement la congrégation. L'archevêque et prince du duché de Westphalie interdit aux villes de sa juridiction l'admission de ces fugitifs, et proclama non-valable l'octroi du droit de bourgeoisie. Les interpelés devaient acquitter une lourde amende et étaient ramenés dans les chaînes au couvent.
D'autres motifs de désintégration vinrent s'ajouter. Il y avait une nette propension à la formation de cagnottes et au relâchement de la clôture religieuse ; or le couvent fut gravement frappé au début du XVe siècle par la peste, qui fit mourir plusieurs nonnes. L'archevêque Thierry II de Moers prit prétexte de l'urgence à renouveler le contingent des sœurs, pour renforcer les directives de clôture. « Les jeunes sœurs qui viennent de prendre l'habit de l'Ordre au couvent d'Oelinghausen pour y servir Dieu, doivent se garder des sorties trop fréquentes ou inutiles avec des mondains. » L'archevêque prescrit à ses subordonnés de consacrer toute leur vigilance à l'observance de la clôture et de ne laisser personne s'introduire dans les couvents ; ces directives restèrent cependant sans effet. Les sources du XVe siècle mentionnent même une auberge tenue par une sœur de l'abbaye de Wedinghausen.
La faide de Soest (1444-1449) continua de dégrader la situation financière de la congrégation. Le prévôt Heinrich von Rhemen qui en fut chargé entre 1483 et 1505, substitua à l'habit traditionnel des nonnes la bure des Prémontrées. Cela n'empêcha pourtant pas l'apparition de comportements déviants ; et en effet, pour ne pas décourager les vocations, l'abbé général maintint en vigueur le règlement de 1491. Il autorisait, contrairement aux statuts de l'Ordre, les familles des nonnes à leur apporter des fournitures pour leurs besoins personnels. Le diocèse manquait de prêtres pour seconder le prévôt dans ses missions sacerdotales. Le Chapitre général des abbés lui-même appelait au recrutement de nouveaux chapelains et chanoines. Face à ce contexte, le prévôt Gottfried von Ulfte démissionna en 1539, et le poste resta vacant toute une décennie. Il ne fut plus possible ensuite de rétablir un service religieux régulier.
En 1548, l'archevêque Adolphe XIII de Schaumbourg visita l'abbaye. La prieure, propre sœur du sénéchal Henning von Böckenförde-Schüngel, lui avoua que la Règle n'était plus que partiellement appliquée et que cela tenait à la vie dans les cellules ; mais qu'il n'y avait dans sa communauté aucune adepte de la Réforme. Quelques aménagements furent alors apportés pour rétablir la discipline, sans cependant remettre en question l'existence de cellules individuelles. La vie à Oelinghausen ressemblait de plus en plus à celle d'un béguinage.
En 1583, les troupes de l'archevêque de Cologne Gebhard Truchsess, en guerre avec les Protestants, investirent l'abbaye. Le prélat nomma un administrateur à la tête de l'abbaye, et c'est en vain que des prêcheurs protestants tentèrent de convertir les moniales : la plupart s'enfuirent du couvent et retrouvèrent leurs familles. Elles s'en revinrent après la défaite de Gebhard. Le couvent avait été pillé. Sous la direction de Kaspar von Fürstenberg (de), un parti d'aristocrates projeta une nouvelle constitution pour le couvent : elle supprimait la charge de prévôt et confiait la direction de la congrégation à la seule prieure. Fürstenberg imposa l'élection de sa sœur Odile de Fürstenberg (de) (1585–1621).

### Renaissance et conversion en béguinage

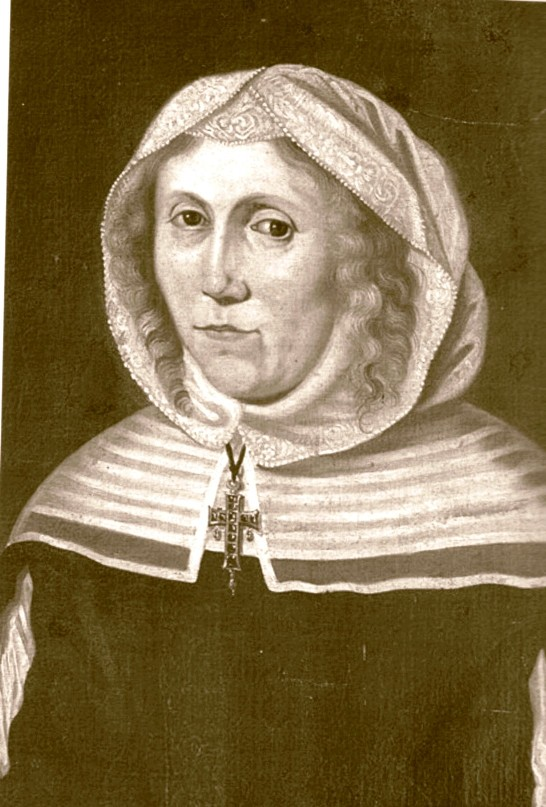
Odile de Fürstenberg (portrait d’époque).

L’abbaye d'Œlinghausen était désormais la résidence favorite et, à l’encontre des constitutions de l'Ordre, une forme de propriété familiale, de la Mère Supérieure Odile de Fürstenberg. Son frère Kaspar von Fürstenberg et l’évêque Dietrich von Fürstenberg pourvoyaient notamment au financement de la communauté. Dietrich fit à lui seul une donation de 4 334 thalers sous forme d'un sacramentel. Il versa au total 10 000 thalers. Cela permit la reconstruction les bâtiments de l’abbaye et la prévôté. Odile s'efforça d'apaiser les conflits de propriété et de récupérer les biens perdus. Elle obtint l’abandon d'une amende de 20 000 thalers, et même à recouvrer un excédent de 13 000 thalers. Le retour du couvent à la prospérité transparaît dans la réception simultanée de l’archevêque de Cologne et l’évêque de Paderborn ; mais il y eut au cours de cette période des attaques de lansquenets, qui forcèrent les sœurs à s’enfuir. Puis survinrent deux nouvelles épidémies.
L’objectif poursuivi par Odile de Fürstenberg, qui était aussi l’abbesse de l’abbaye d'Heerse (de), était la conversion d’Œlinghausen en béguinage, objectif favorisé par les faiblesses internes au couvent de Wedinghausen. Le conflit n’éclata qu'après l’élection de l'abbé Gottfried Reichmann (de) en 1613 : ce dernier souhaitait en effet réintégrer Œlinghausen à la tradition des Prémontrés. Mais la majorité de la noblesse du duché de Westphalie, avec à sa tête la maison de Fürstenberg, soutenait Odile. Dietrich von Fürstenberg sollicita donc du pape Paul V 1616 l’autorisation de faire du monastère un couvent. Une enquête prouva qu’il n'était plus question de rétablir la vie monastique : les habitudes monastiques s’étaient perdues („nulla regularis vigeat observantia“). Les jeunes filles n’étaient plus astreintes à la clôture, n’étaient plus contraintes de prononcer leurs vœux et rejetaient les décisions de l’Ordre ; sur quoi le pape fit rayer Œlinghausen de la liste des confréries Prémontrées en 1617 ; l'année suivante elle se constituait en béguinage. Un nouveau décret affranchit l’abbaye du chapitre et fixa qu’en dehors de l'abbesse, comme on appelait désormais la Mère supérieure, l'abbaye n’accueillerait pas plus de vingt dames. À la mort d’Odile de Fürstenberg, ses successeurs parvinrent à maintenir les nouveaux statuts.

### Retour à l'observance des Prémontrés

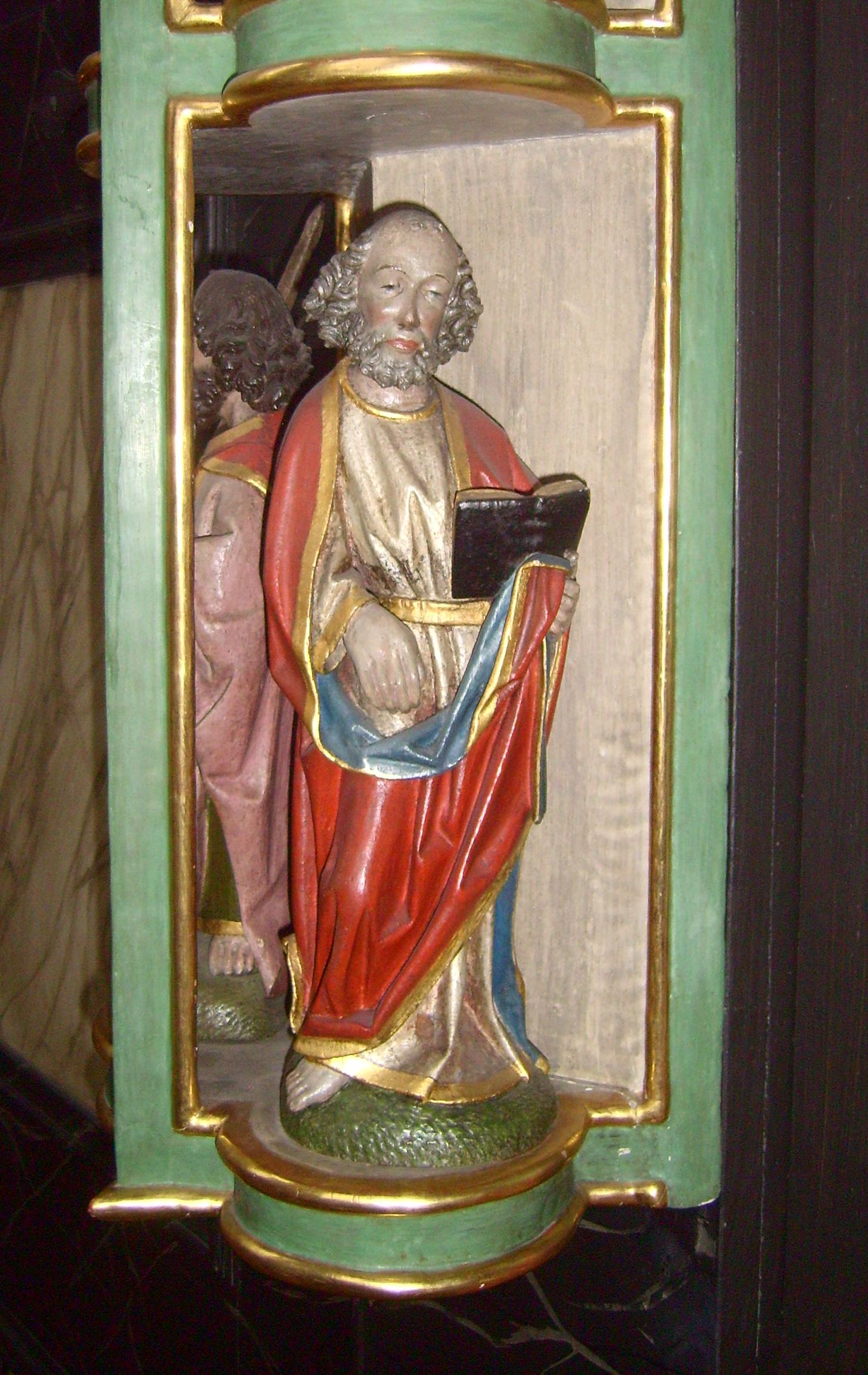
Sculpture gothique tardif d'un apôtre sur l'autel Saint-Jean, dans la tribune des nonnes.

Les béguines durent évacuer les lieux au cours de la guerre de trente ans. Les frères Prémontrés, qui ne reconnaissaient pas la perte d'Œlinghausen, demandèrent la restitution de l'abbaye à leur ordre. Wedinghausen avait concédé sa juridiction sur Œlinghausen à l’Abbaye de Knechtsteden, dont l'abbé passa treize années en procès face à trois tribunaux. Finalement, le nonce Fabio Chigi, futur pape Alexandre VII, se prononça contre le béguinage, mais les occupantes n'étaient pas prêtes à lui céder. Enfin l'abbé Reichmann de Wedinghausen fut chargé en 1641 de l'abbaye, et décida d'en prendre possession : les béguines durent quitter les lieux contre dédommagement.
Au début, On installa dans les lieux des choristes de l'abbaye de Rumbeck (de). Désormais les prévôts élus étaient tous choisis parmi l'abbaye de Wedinghausen. Cette reprise en main rendit plus pénibles les affres de la guerre civile. Ce n'est qu'à la fin du XVIIe siècle que la situation financière se rétablit, et permit au nouveau directeur, Nikolaus Engel, de reconstruire la prévôté. Sous le mandat de Theodor Sauter, entre 1704 et 1732, les bâtiments conventuels furent restaurés, les décors intérieurs de l'abbatiale somptueusement aménagés, et les orgues furent agrandies. Ce prévôt a laissé une chronique de son exercice à la tête de l'abbaye. Les visiteurs de l'Ordre se déclarèrent chaque fois satisfaits de la discipline qu'ils y trouvèrent.

### Dispersion de la congrégation et reconversion

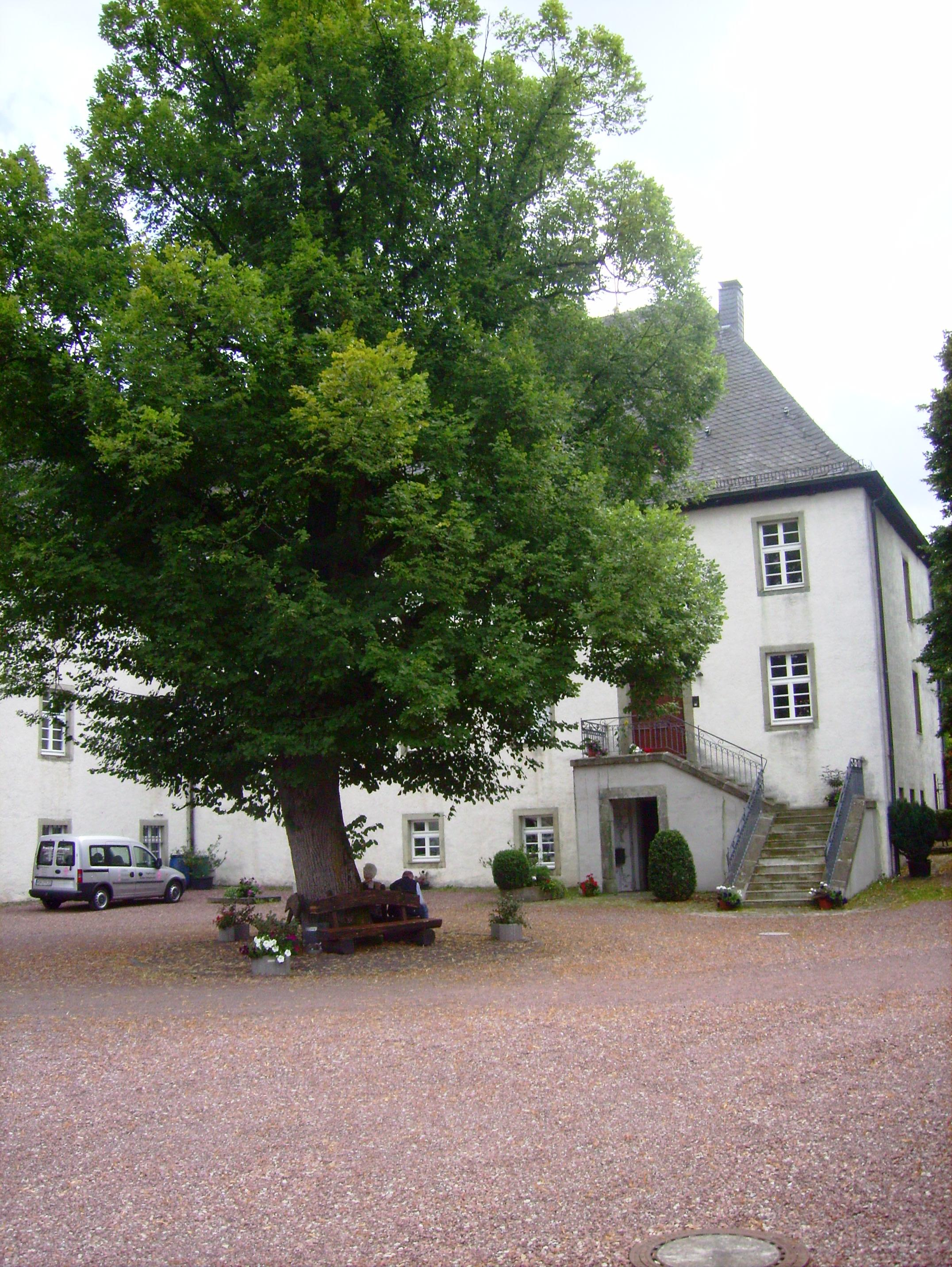
Les bâtiments.

Au cours des dernières décennies du XVIIIe siècle, les progrès de l'Aufklärung au sein du duché de Westphalie et dans l’Électorat de Cologne menacèrent l'existence du monastère. Un conventuel de Wedinghausen, Friedrich Georg Pape, avait exhorté quelques moniales à se rebeller contre la direction autoritaire du prévôt et à exiger une visitation. Le directeur spirituel Maria Balduin Neesen, acquis à l'Aufklärung et critique vis-à-vis des us monastiques, fut chargé de l'enquête. Il évoqua dans son rapport un despotisme monastique et critiqua sur ce point quelques membres de la communauté et leur fanatisme doctrinal. C'est ainsi que la Prieure ainsi que la sœur cellériere durent remettre leur charge. Le prévôt fut lui-même demis de sa charge en 1789. Neesen plaida en vain pour faire du couvent un centre de soins pour les femmes de la bourgeoisie et de la noblesse : la communauté était déchirée. Les plus jeunes moniales, inspirées par les idées de liberté et d'égalité, contestaient l'autorité de la prieure.
Le rattachement du duché de Westphalie à la Hesse-Darmstadt s'accopagna en 1804 de la sécularisation et de la dissolution de la congrégation. Les biens de l'abbaye furent d'abord hypothéqués puis rachetés en 1828 par les barons Fürstenberg d'Herdringen. Depuis 1806, un curateur avait été institué pour gérer les fonds Fürstenberg. Le premier titulaire et vicaire fut Johann von Nagel. En 1904, l'archevêché créa la paroisse Saint-Pierre d'Oelinghausen. Aujourd'hui, elle forme, avec les paroisses Saint-Antoine, de Saint-Vit d'Herdringen et celle du Saint-Esprit de Hüsten, la ligue Pastorale de l'abbaye d'Œlinghausen.
À partir de 1956, Œlinghausen hébergea quelques années des Missionnaires de Mariannhill. Depuis 1992, les appartements restaurés logent des Sœurs de Sainte Marie-Madeleine Postel. Les écuries abritent depuis 2005 un musée géré par l'association des Amis de l'abbaye d'Œlinghausen. Cette association organise des visites guidées de l'église et du domaine. Depuis plus de quinze ans[évasif], on organise dans le parc les concerts musica sacra. Les statues baroques des Apôtres ont été classées patrimoine national de Westphalie-Lippe en mars 2014.

## Structure économique et sociale

### Revenus

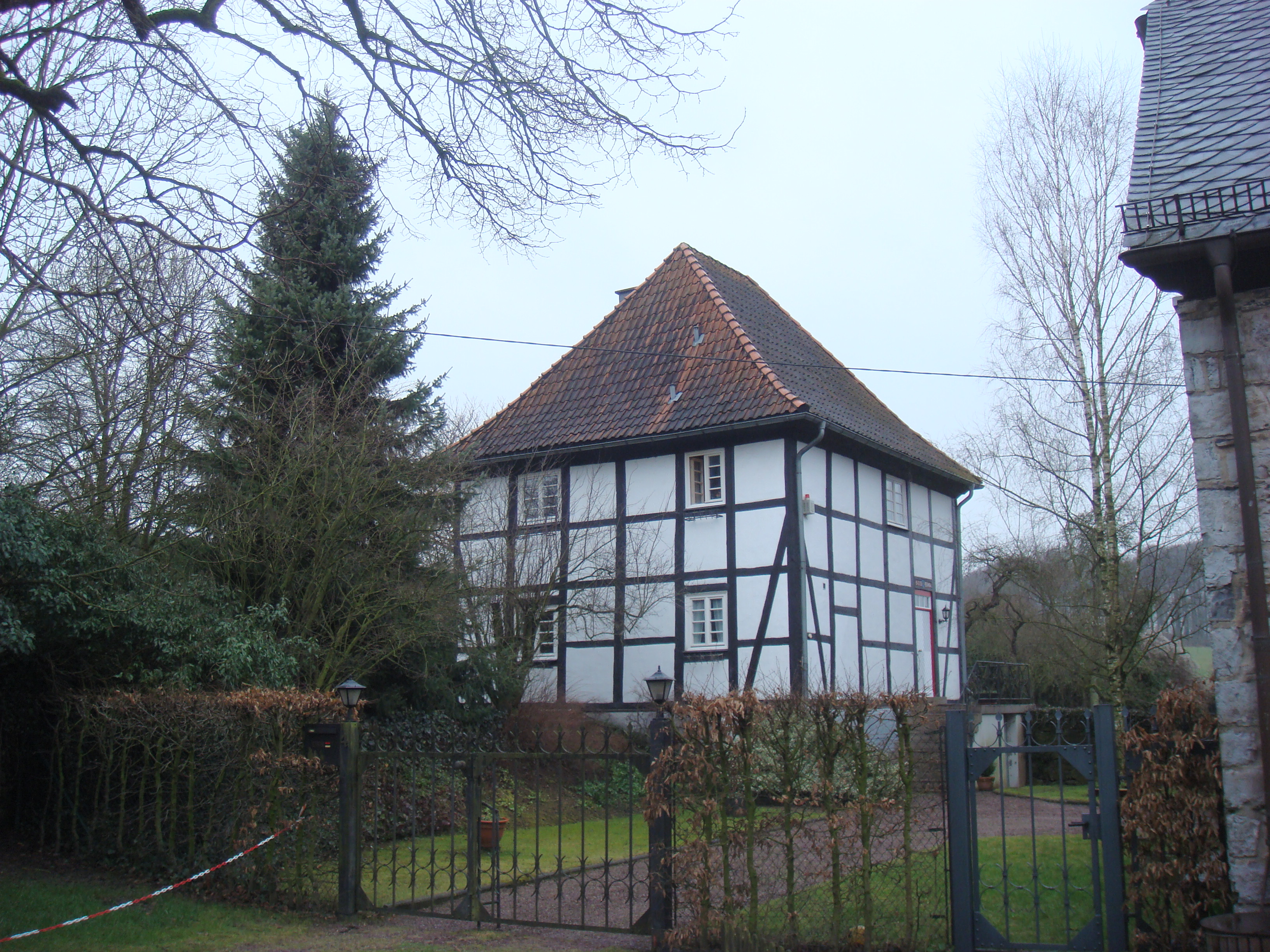
Maison dite « des bergers. » Il s'agit plus vraisemblablement d'un logement de béguines.

Dès sa fondation, l'abbaye d'Œlinghausen connut une telle prospérité qu'elle put, au cours du XIIIe siècle, racheter le droit de dîme et plusieurs fermes. Bruno abbé de Deutz lui octroya en 1220 les villications (de) des fermes de Linne (Kirchlinde) et de Ruggingshausen, avec leurs contributions. Ces prérogatives furent contestées tout au long des siècles suivants ; les revenus de ces villications ne jouaient pourtant qu'un rôle mineur : vers 1300, les affermages étaient la principale source de recettes. L'abbaye se défit de ses participations dans les vignobles de Remagen, sans doute à cause des coûts de transport excessifs : cela représentait toujours vers 1245 entre 5 000 et 6 000 l de vin par an. La communauté n'en consommait qu'une petite partie, le reste était revendu. Les comptes de 1280 montre qu'Œlinghausen détenait des terres et des recettes dans les cures d'Enkhausen, Hüsten, Menden, dans les paroisses de Balve, de Schönholthausen et de Voßwinkel, l'octroi de Werl, dans les juridictions de Körbecke ainsi qu'à Soest et ses environs ; s'y ajoutaient plusieurs propriétés le long de l'Hellweg à Altenrüthen. Vers l'est, ses possessions s'étendaient jusqu'à Horn et Mellrich,. Quelques métayers de l'abbaye étaient chargés d’administrer ces biens, par exemple depuis la ferme de Kirchlinde, évoquée en 1223, ou celles de Dreisborn et Sümmern. Il y avait aussi un percepteur à Werl et Soest, peut-être même aussi à Menden. Outre les dîmes et impôts divers en nature, Oelinghausen disposait alors de 130 fermes.

### Propriétés

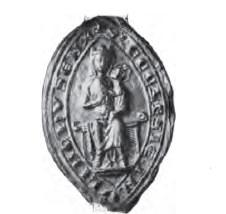
Sceau de l'abbaye d'Œlinghausen (1284), conservé aux Archives de Rhénanie, portant l'inscription : S. ecclesie in ulinchusen

Le couvent parvint à s'approprier toutes les fermes alentour. Ces propriétés furent organisées en granges ou curies. Le couvent administrait directement les censes de Stiepel, Mimberge et Holzen. Outre les fermes et les forêts, des convers étaient affectés à différents ateliers : tisserands, fourreurs, cordonniers, maçons et forgerons. Au XIVe siècle, le nombre de convers s'effondra, ce qui conduisit à l'abandon du système des granges. À l'exception des bien propres de l'abbaye, toutes les terres furent affermées. Au XVIIIe siècle, elles représentaient  650 acres (un peu plus de 160 ha) de terre arable et 3 000 acres de forêt occupant un peu plus de 30 métiers différents. Parmi les édifices, on trouvait outre l'église, les bâtiments conventuels et la chapelle, des logements pour deux prêtres. Il y avait aussi des chambres pour les valets et femmes de service, une brasserie et une boulangerie, des écuries, une buanderie, des étables, un moulin et une briqueterie. À Oestereiden, des étables et des greniers ; à Soest la recette et à Hachen et Kirchlinde, les chapelles.
À son apogée, l'abbaye possédait 17 acres de vergers et maraîchers ainsi que 24 viviers s'étendant sur 11 acres, où l'on élevait essentiellement des carpes. Outre les céréales et les légumes, on cultivait le houblon. Elle a élevé jusqu'à 97 veaux, 78 porcs. En 1726, le couvent dut, sur ordre de l’Électorat, céder un troupeau de 260 moutons. Œlinghausen tenta de compenser la perte de revenus par l'aménagement de charbonnages, d'une briqueterie, d'une distillerie etc.
Les moulins sont les plus anciennes machines du couvent : ils existaient sans doute déjà à la fondation. Les sources font état de la donation d'un moulin à Werl en 1203 par le comte Godefroi II d'Arnsberg. Le couvent fit construire une roue à aubes à Bieberbach, géré au début par des frères convers, puis affermé vers le milieu du XVe siècle. Outre un moulin à farines, l'abbaye exploitait une scierie et un pressoir.
Ce n'est que récemment qu'on a pu s'apercevoir qu'il y avait bien au Moyen Âge et à la Renaissance une activité minière et métallurgique : en témoignent des forages et les vestiges archéologiques (le bas-fourneau) d'une forge. On a retrouvé, juste à côté de ce fourneau, des éclats de céramique datés entre le XIIIe et le XVe siècle.
C'est à l'issue de la Faide de Soest que l'abbaye prit possession de la ferme de la confrérie Sainte-Walburge de Soest. Œlinghausen fit du corps de logis en pierre, doté d'une chapelle, non seulement la recette principale des terres qu'elle possédait autour de Soest, mais aussi un entrepôt bénéficiant de débouchés commerciaux grâce au marché de la ville : les revenus du domaine étaient au total de 18 000 thalers par an ; s'y ajoutaient les produits d'un capital de 16 000 thalers : cela faisait d'Œlinghausen le plus riche couvent de Westphalie.

### Le couvent

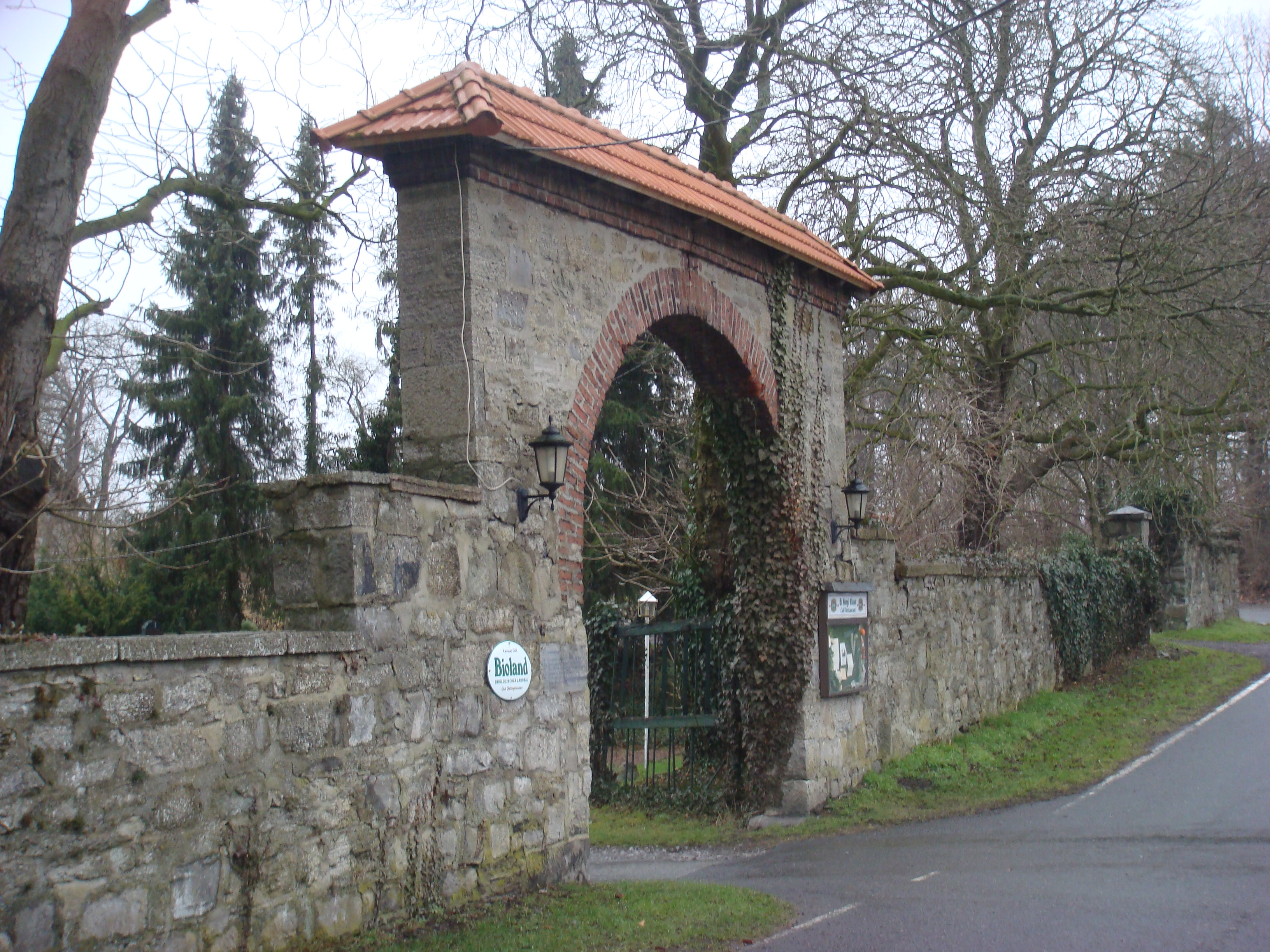
Entrée de l'abbaye.

Le couvent était une institution davantage aristocratique que celui de Rumbeck. Dans les premiers siècles de son existence, les religieuses venaient des familles nobles de la région : on compte ainsi parmi elles la sœur de l'archevêque Engelbert de Berg, Irmgard von Arnsberg, et la sœur de Godefroi III. Jusqu'au XIVe siècle, plusieurs femmes de la maison d'Arnsberg, de Tecklembourg, de Waldeck, de Dassel (de), de Lippe (de) ou de Limbourg furent moniales du chœur d’Œlinghausen.
Avec l'extinction de la maison comtale d'Arnsberg au XIVe siècle, Œlinghausen perdit sa réputation d'institution aristocratique. Le couvent n'attirait plus désormais que des filles de petite noblesse : celles des maisons nobles de Plettenberg, Böckenförde genannt Schüngel (de), de Fürstenberg, les Vogt von Elspe (de), Hanxleden (de), Schade (de) ou de Wrede. Plusieurs choristes étaient même issues du patriciat de la ville de Soest. Le nombre des élues était encore très faible au début du XVIe siècle. Les visiteurs de l'Ordre édictèrent en 1517 qu’Œlinghausen ne recruterait de novices qu'autant qu'il pourrait les loger.
Mais au cours des trois derniers siècles, les sœurs laies, chargées de l'entretien quotidien du couvent, étaient recrutées dans les familles roturières de la région. Elles étaient secondées par quelques frères convers : un caviste et un intendant. À partir du XVIe siècle, des prébendaires d'origines paysanne font leur apparition, chargés essentiellement des tâches manuelles.
La caractéristique des couvents de prémontrés était que leurs abbesses étaient placées systématiquement sous l'autorité d'un prévôt, qui était responsable non seulement de l'administration des biens mais aussi de la direction spirituelle de la communauté. Il n'était contraint de consulter les sœurs que pour les transactions touchant la substance même du couvent,. Ces prévôts étaient eux-mêmes issus des monastères aristocratiques rhénans comme Scheda ou le monastère de Cappenberg ; et lorsqu'au XVe siècle il y eut à Wedinghausen des chanoines roturiers, on cessa d'y recruter des prévôts,.
La mère supérieure s'occupait uniquement des affaires de la communauté. ELle était secondée par la sous-prieure et la sœur cellérière. Parmi les autres charges, celles de portière et d'économe. La mère supérieure était élue en présence du prévôt. Elle vivait au début parmi les autres sœurs, mais bénéficia par la suite d'un logement individuel. La sous-prieure était chargée des relations entre le couvent et la Mère supérieure. L'effectif de la congrégation était aux XIIIe et XIVe siècle  de 60 sœurs, au début du XVIe siècle même de 80, avant de redescendre à 40 au milieu du siècle, puis même à 30 au XVIIe siècle.
Vers la fin de la Renaissance, la vie religieuse du couvent connut un bouleversement. Œlinghausen ne comptait plus au XVIIIe siècle que 34 religieuses, dont un tiers de sœurs-laies. Les aristocrates étaient désormais remplacées par des femmes de la haute bourgeoisie, comme les Erbsälzer issues du patriciat de la ville de Werl, et même quelques filles de gros agriculteurs. Elles venaient du duché de Westphalie, de l'archevêché de Cologne, du diocèse de Paderborn, de Münster et de l’archevêché de Mayence. Les sœurs-laies venaient, elles, exclusivement de familles paysannes de la région.

## Architecture

### Ordonnance de l'église

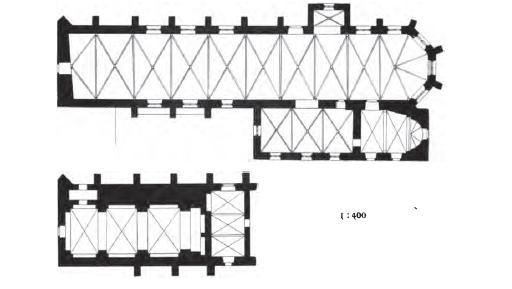
Plan de l'abbatiale (en haut l'église avec, au nord, la chapelle mariale et au sud, la chapelle croisée et la sacristie ; en bas, la crypte et le vestibule)

Faute de sources écrites, l'histoire de la construction de l'église n'est pas entièrement claire. Quelques vestiges, mis au jour lors de fouilles archéologiques en contrebas de l'église, pourraient correspondre à la ferme des donateurs. A. Dünnebacke a émis en 1907 l'hypothèse selon laquelle l'actuelle sacristie ne serait autre que l'abbatiale primitive. Cette thèse a été réfutée depuis.
Il est en tous cas certain que l'actuelle abbatiale gothique a été précédée d'un édifice roman, plus ramassé et plus massif que la nef actuelle: il n'en subsiste aujourd’hui qu'un chapiteau qui forme le socle du chandelier pascal. La crypte, sous la tribune des nonnes, remonte à 1200 et est donc aussi d'époque romane. Elle ne comporte qu'une nef, trois croisées et une voûte d'arêtes. Cette crypte sert depuis les années 1960 de chapelle de baptême, et c'est là qu'est conservée la Vierge de Cologne. La crypte débouche sur un vestibule a trois croisées d'ogives, qui s'ouvre sur la nef. Ce passage date de la deuxième moitié du XIVe siècle. La sacristie, construite en trois phases, comporte elle-même des éléments plus anciens que l'église elle-même : les plus vieux sont du gothique primitif, les extensions datent de la deuxième moitié du XIVe siècle, et les derniers changements remontent au baroque.

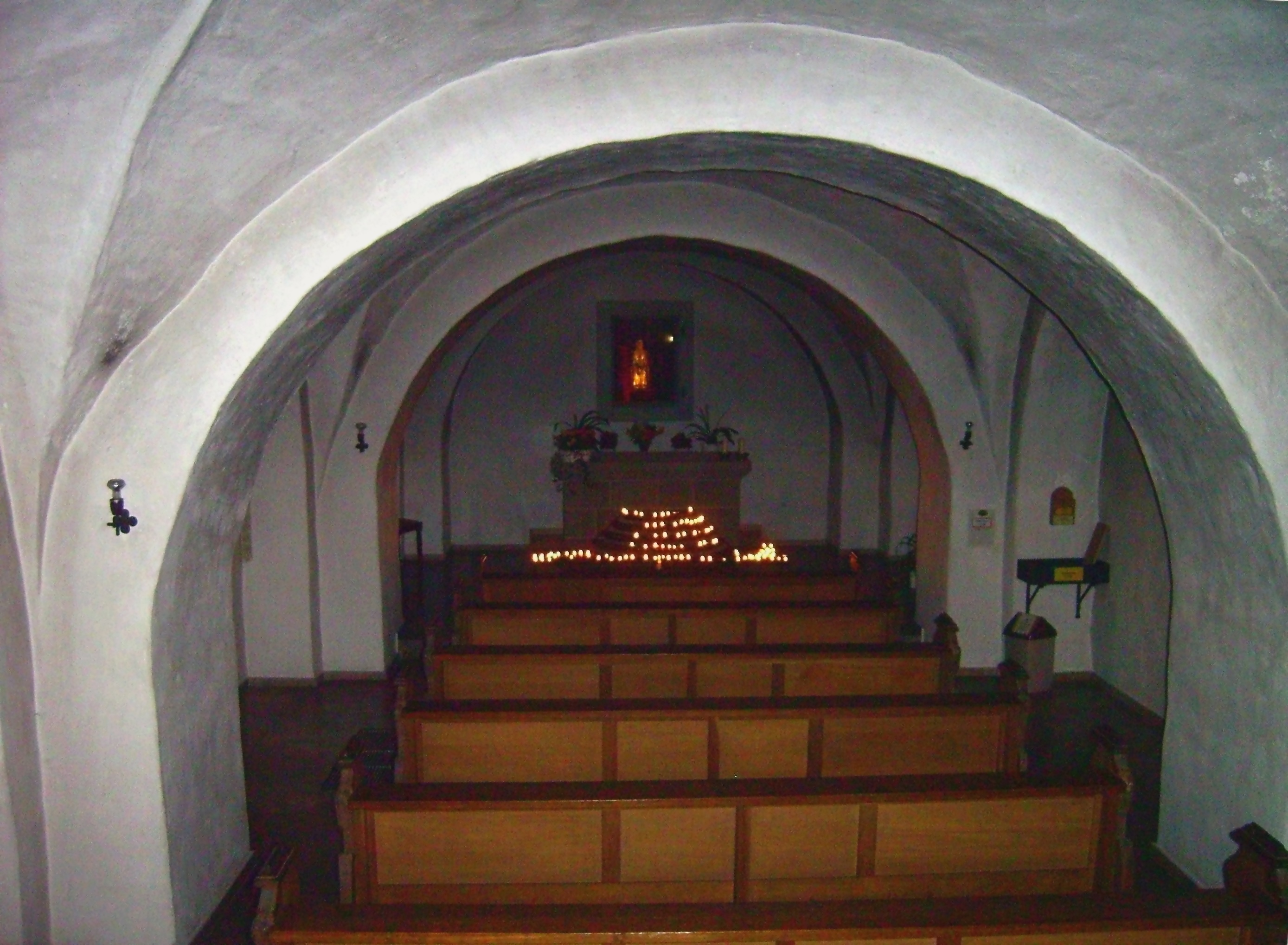
La crypte romane.

L'église gothique que l'on visite aujourd'hui est du XIVe siècle. C'est une église à nef unique en neuf croisées et un chœur-5/8. La nef a été construite en trois phases. Le chœur et la nef sont voûtées par croisées d'ogive.
En avançant vers la quatrième croisée, on accède à la tribune des nonnes, rehaussée sur l'entrée de la nef par deux marches. Cette tribune occupe la moitié de la superficie de l'église. Il y a deux chapelles au sud, l'une au sud-ouest (Kreuzkapelle) à triple croisée, l'autre au sud-est (c'est la sacristie) à deux croisées avec une abside. Au norden, une entrée murée fait office de chapelle mariale. Les vitraux bipartites sont en arc brisé ; ceux de la sacristie forment une baie unique. La toiture de l'église, en ardoise, s'abaisse à l'extrémité sud, en franchissant sans interruption la sacristie et le transept. Ce n'est qu'au XVIe siècle que l'église a été dotée d'un petit clocher.

### Mobilier et ornementations

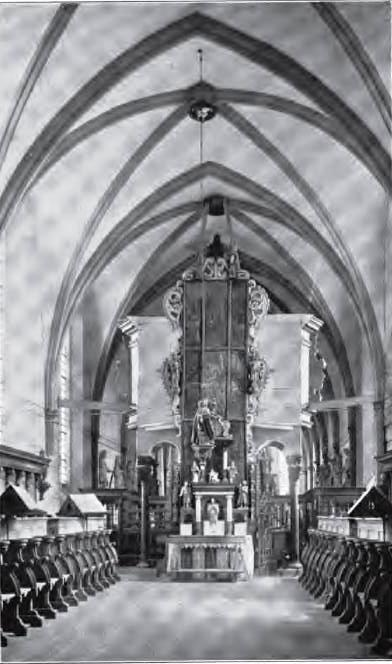
La tribune des nonnes en 1906. La double statue de la Vierge, aujourd’hui suspendue à l'arcature baroque, est absente. On aperçoit la chaire et l'autel Saint-Jean. À l'arrière-plan, le buffet des grandes orgues et, au-delà, l'espace public

Depuis les travaux de restauration entrepris entre 1957 et 1960, on peut à nouveau admirer les fresques et tableaux gothiques du dernier quart du XVe siècle. Les mastics colorés gris-blancs soulignés de blocs rouges et l'ornementation de la clé de voûte sont encore plus anciens. Les rinceaux de la voûte, deux anges et d'autres éléments remontent à 1499. La fresque de saint Christophe, redécouverte en 1933, date du début du XVIe siècle.
Le remaniement de l'église dans le style baroque s'est étalé sur une longue période : les premiers travaux sont intervenus au début du béguinage, sous les abbatiats d’Odile et d’Anne de Fürstenberg ; mais les travaux postérieurs ne doivent plus rien au couvent ni à ses abbesses, mais aux prévôts : la seconde phase démarre avec l'exercice de Christian Bigeleben (1656–1678), la troisième avec Theodor Sauter entre 1704 et 1732. Le sculpteur sur bois Wilhelm Spliethoven dit Pater, de Volbringen, a réalisé une décoration d'ensemble, allant du maître-autel, aux grandes orgues, en passant par des statues d'apôtres. C'est la seule œuvre intégralement préservée de cette artiste religieux, qui a été actif à travers toutes les églises de Westphalie. L’Illumination de style baroque d’Alexander La Ruell (Münster) ne subsiste qu'à Œlinghausen.
La sculpture de la Vierge dans la crypte est la Vierge de Cologne (liebe Frau von Köllen, ou Kölsche Madonna), sainte patronne du Sauerland. Cette statue remonte aux premières décennies du XIIIe siècle. La Vierge en majesté est couverte d'un long voile, elle fait face au spectateur. L’Enfant Jésus a été rapporté dès le Moyen Âge. Elle tient un livre à la main gauche, la main droite fait un signe de bénédiction. Avec le trône la statue fait 57 cm de haut. Les mains, cassées, ont été réparées, l'Enfant Jésus et la Couronne ont été ajoutés. Sur la base d'études historiques récentes, elle a été ré-colorisée en 1976 pour restituer son aspect d'origine. Il existe dans la région une statue semblable, quoiqu'un peu plus récente, dans la chapelle de Merklinghausen (de),.
Le maître-autel haut de 10 m, orné de multiples statues, est de style baroque et a été sculpté en 1712 par Wilhelm Spliethoven (sans doute à la demande du prévôt Sauter) d'après un modèle italien. Les peintures sont d'Alexander La Ruell. Les douze effigies d'apôtre dans la grande nef sont de Spliethoven et de La Ruell.
Les pierres tombales de plusieurs prévôts se trouvent dans le transept ; mais la plus considérable est encore l’épitaphe d'Odile de Fürstenberg qui sert aujourd’hui d'autel . La pierre tombale est vraisemblablement l’œuvre de Gerhard Gröninger (de) ou d’un artiste italien. La croisée du transept est ornée d'une Femme de l'Apocalypse du dernier gothique (vers 1530).
La chapelle Sainte-Marie abrite un tableau gothique représentant l'Adoration des bergers, ainsi qu'un tableau d'époque baroque représentant l'assassinat de l'archevêque Engelbert de Cologne. Selon la tradition du couvent, qui s'écarte toutefois en cela des sources historiques, l'évêque aurait passé la soirée précédant sa mort à Œlinghausen.
De part et d'autre de la tribune des nonnes, les stalles comprenant 46 sièges s'alignent contre les murs : la seconde rangée date du XVIIIe siècle. Au premier rang, les flancs gothiques ont été reconstruits vers 1380. La tribune est surplombée d'une croix triomphale de la seconde moitié du XIIe siècle. Une double statue de la Vierge haute de 2 m, et datant de 1730, est suspendue à la voûte. L'arrière du buffet de l'orgue masque un grand autel de Saint-Jean, que jouxte la tour dite de l'Apôtre. Les statues qui s'y trouvent sont de style gothique tardif et proviennent vraisemblablement d'un autel sculpté disparu, attribué à Gertrud Gröninger la jeune. On voit aussi des sculptures des XIVe et XVIIe siècle sur les bancs de la tribune .
Le clocher de l'abbatiale abrite un carillon à trois tons (mi bémol, sol bémol, la dièse) ; ses cloches en bronze datent de 1921. Elles sont logées dans une structure en charpente remontant à la reconstruction de l'église.

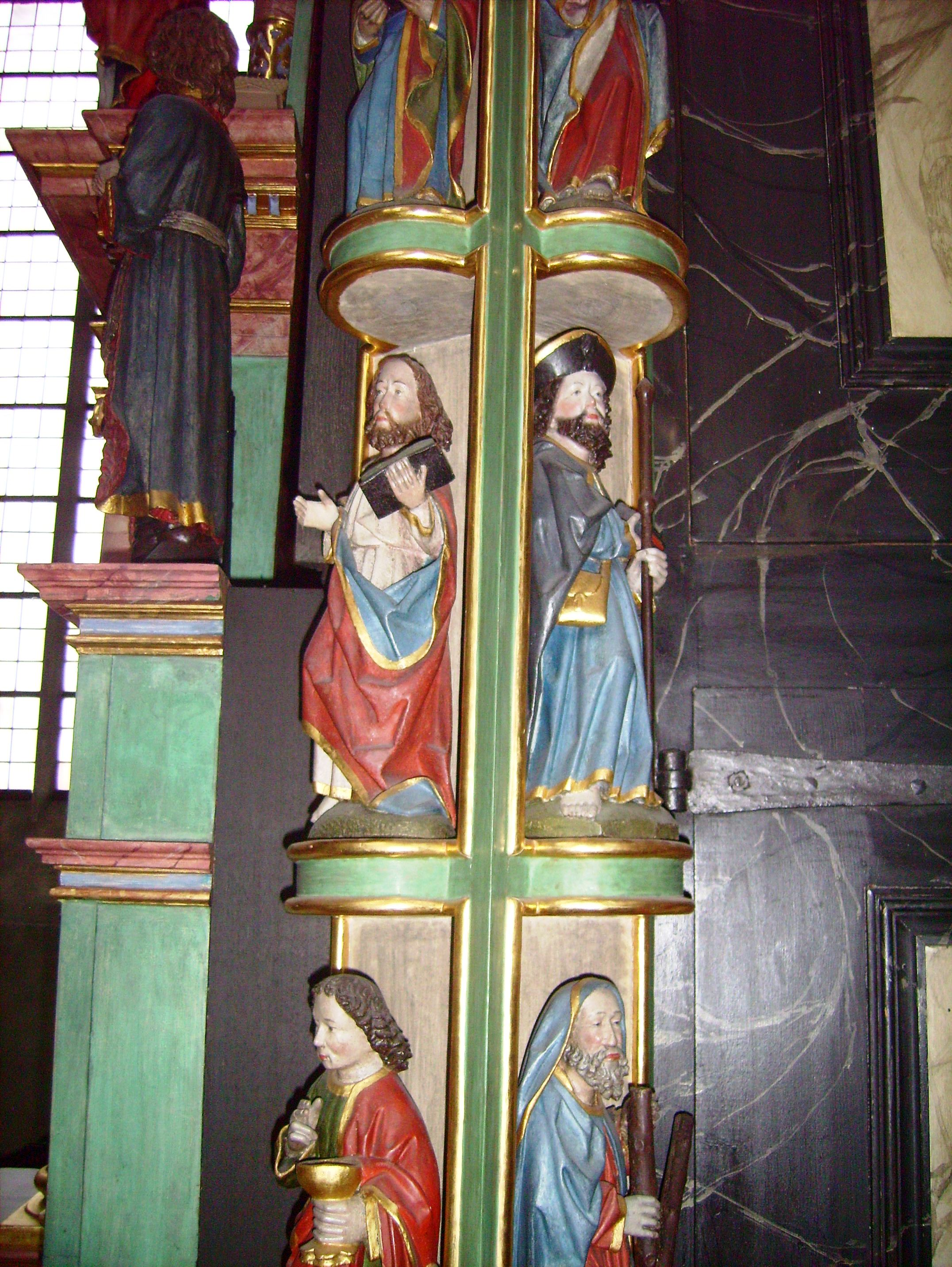
Statues gothiques des apôtres sur l'autel Saint-Jean
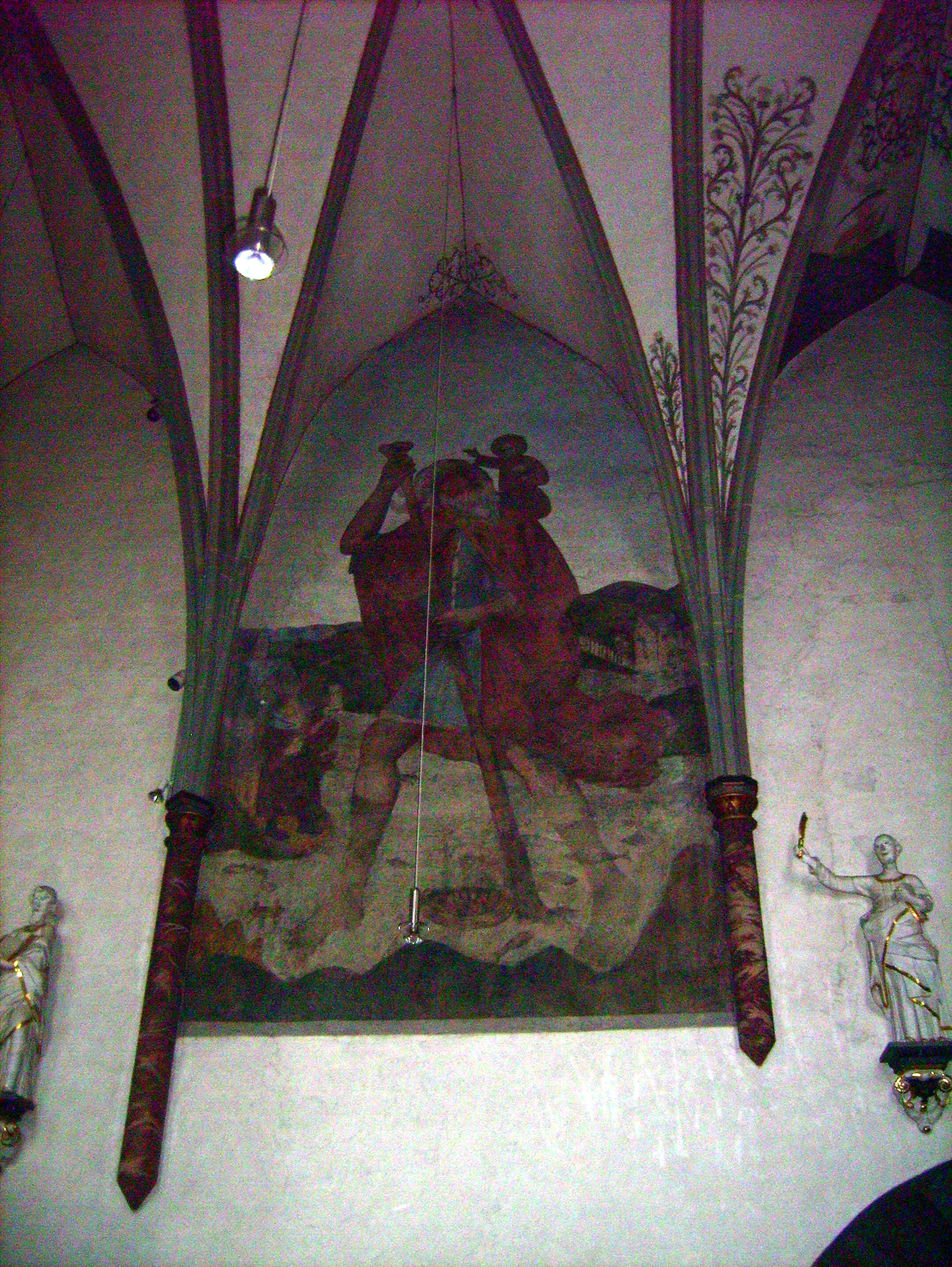
Fresque de Saint-Christophe dans la nef
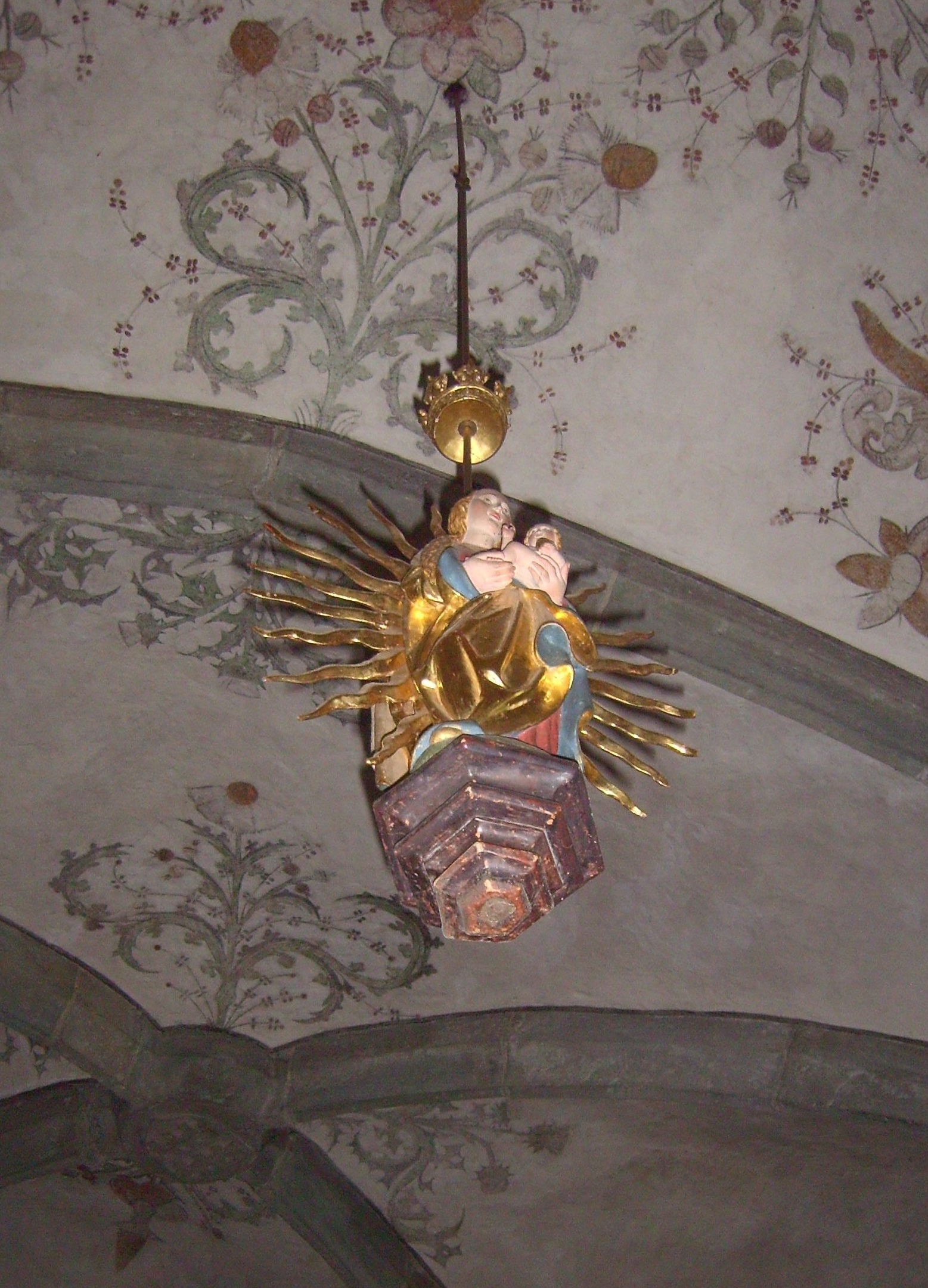
La Vierge double (1530)
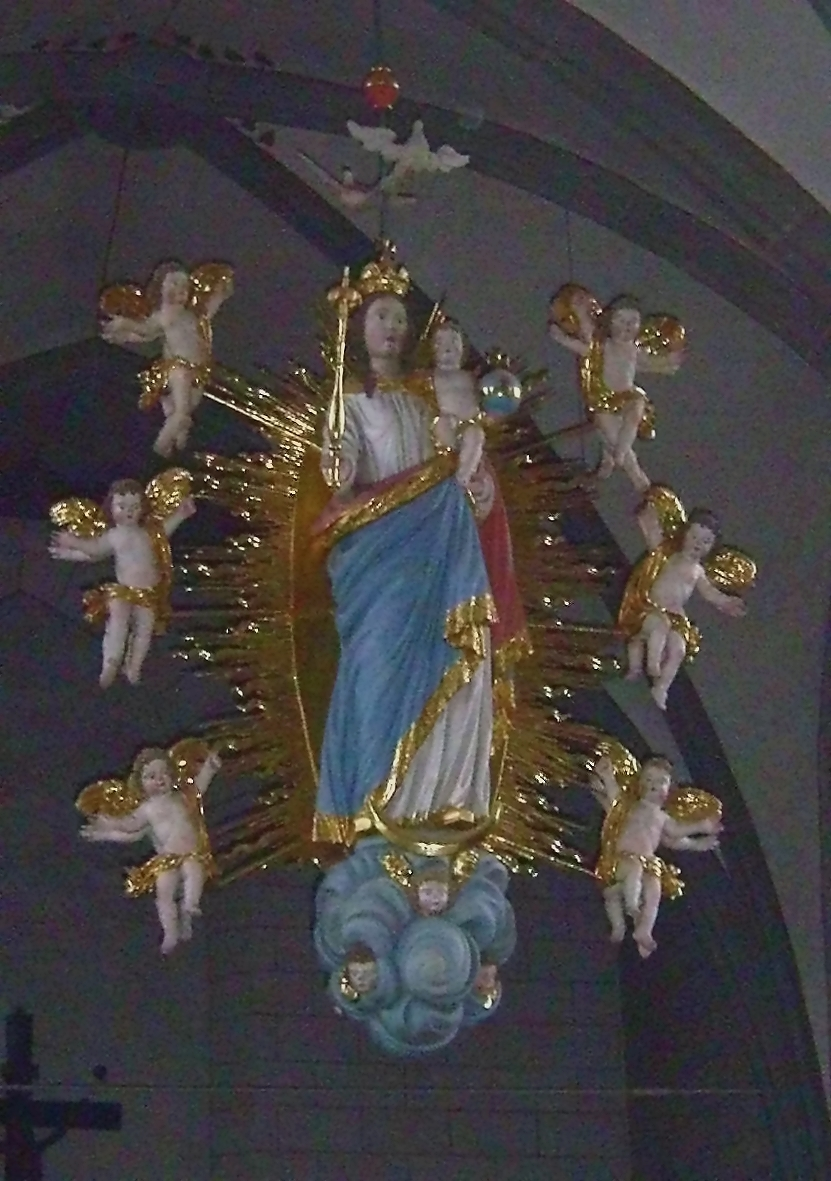
Sainte-vierge rayonnante de style baroque (vers 1730), œuvre de l'atelier des Sasse à Attendorn
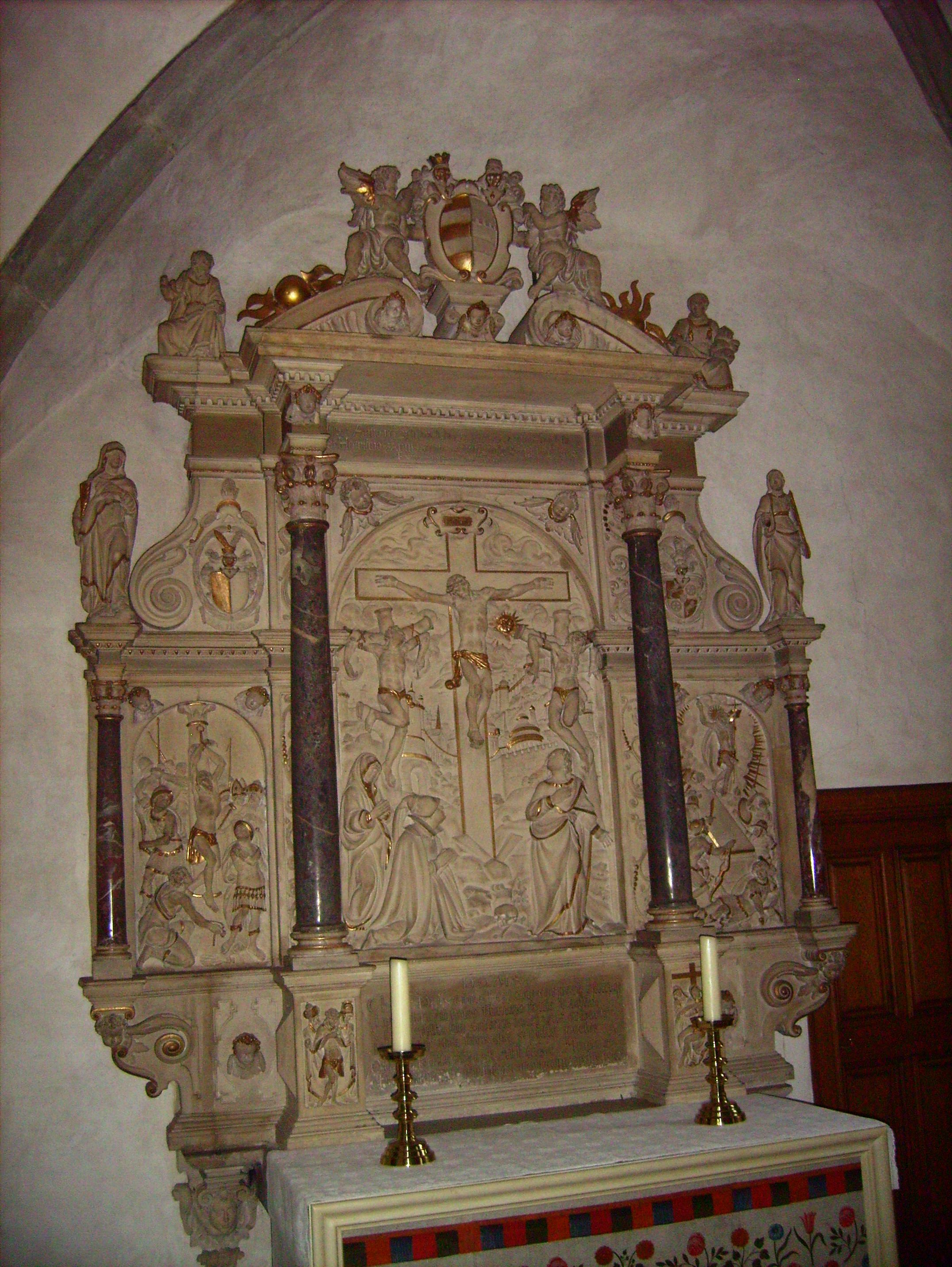
Epitaphe d'Odile de Fürstenberg par Gerhard Gröninger